# Mourenx
Mourenx è un comune francese di 7 412 abitanti situato nel dipartimento dei Pirenei Atlantici nella regione della Nuova Aquitania. Fa anche parte della regione storica del Béarn.

## Società

### Evoluzione demografica
Abitanti censiti